# Aidia endertii
Aidia endertii är en måreväxtart som beskrevs av Colin Ernest Ridsdale. Aidia endertii ingår i släktet Aidia och familjen måreväxter. Inga underarter finns listade i Catalogue of Life.